# Nosopsyllus durii
Nosopsyllus durii är en loppart som beskrevs av Hubbard 1956. Nosopsyllus durii ingår i släktet Nosopsyllus och familjen fågelloppor. Inga underarter finns listade i Catalogue of Life.